# Fazenda Macedo Soares
Fazenda Macedo Soares, também conhecida como Fazenda do Bananal, é uma propriedade rural do século XVIII tombada pelo Instituto Estadual do Patrimônio Cultural (INEPAC) no município de Maricá, no estado do Rio de Janeiro.

## Histórico
Tanto a sede como a antiga capela estão localizados no sopé da Serra do Bananal, assim chamado pela quantidade de bananeiras no local (o que também influenciou no nome da fazenda), e foram construídas por Antônio Joaquim Soares e sua esposa, Dona Maria Antônia Reginalda, que arrendaram essas terras dos frades do mosteiro de São Bento próximo ao povoado de Ponta Negra.  Inicialmente a fazenda detinha cerca de meia dúzia de escravos recebidos por dote, mas com o enriquecimento com o café e anil, chegou a ter 200 escravos e um capelão chamado Frei João Garcia. Outro membro notável da família Soares nascido na fazenda foi Joaquim Mariano de Macedo Soares, cirurgião conhecido durante o império e médico de combate durante a Guerra do Paraguai, no qual gerenciou o hospital flutuante Anicota.